# Aeroportul Tampa Executive
Aeroportul Tampa Executive (IATA: VDF, ICAO: KVDF, FAA LID: VDF) este un aeroport din Florida, Statele Unite ale Americii ce deservește zona Tampa. Aeroportul a fost tranzitat în 2019 de 38 de pasageri. A fost numit după zona deservită.
Situat la o altitudine de 7 m, aeroportul dispune de 2 piste.

## Infrastructură

### Piste
Aeroportul dispune de 2 piste. Pista 05/23 are dimensiunile 5.000 picioare × 100 picioare. Pista 18/36 are suprafața de asfalt și dimensiunile 3.259 picioare × 75 picioare. 